# Nationaal-Bolsjewistische Partij

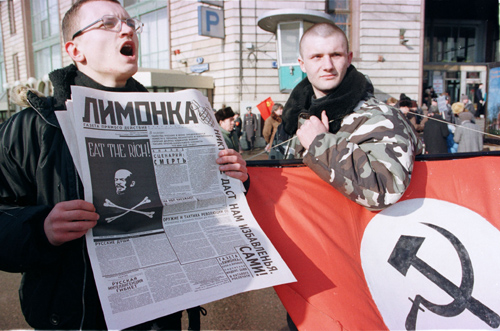
Leden van de NBP tijdens een protestoptocht in Moskou. Een van de leden draagt een uitgave van de Limonka (Foto: Michail Jevstafjev)

De Nationaal-Bolsjewistische Partij (Russisch: Национал-большевистская партия; Natsional-bolsjevistshaja partieja) of NBP was een politieke partij in Rusland, die uitgaat van de ideologie van het nationaal-bolsjewisme. De partij werd verboden door een rechtbank in juni 2005, maar het maakte het verbod 2 maanden later weer ongedaan. De partij is echter nog steeds uitgesloten van registratie voor verkiezingen. Op 20 april 2007 werd de partij door het gerechtshof van Moskou verklaard tot terroristische organisatie, waardoor deelname kan worden bestraft met een boete van 200.000 roebel (±5.700 euro) of 2 jaar gevangenisstraf.
De partij ontstond uit het Nationaal-Bolsjewistisch Front, dat was opgericht in 1992 door schrijver Eduard Limonov. Onder de eerste leden was onder andere Aleksandr Doegin, die Limonov aanzette om de politiek in te gaan. In 2005 had de partij waarschijnlijk maximaal 15.000 leden, verspreid over verschillende regionale afdelingen. De partij wordt geleid door Limonov vanuit zijn huis. De partij staat erom bekend jongeren aan te trekken die aan de rand van de samenleving staan; van criminelen tot intellectuele leiders en artiesten.
De partij wil een groot rijk stichten, waartoe heel Europa en Rusland moet vallen en dat moet worden bestuurd door de Russen. De partij is zeer anti-Amerikaans en ziet de stichting van haar 'Eurazië' als een noodzakelijke tegenbalans tegen de 'wereldwijde Amerikaanse overheersing'. Toen Doegin de NBP echter verliet om zijn eigen partij Eurazië te stichten, werd de geopolitieke agenda van de NBP grotendeels verlaten en vervangen door een nationalistisch programma, waarbij werd gefocust op de verdediging van de Russische minderheden in de voormalige sovjetrepublieken en de oppositie tegen het politieke regime in Rusland. Limonov heeft Doegins conservatisme en drang naar ondergeschiktheid aan het regime afgewezen.
De partij staat zeer kritisch tegenover de regering van president Vladimir Poetin en ziet staatsinstituties als de bureaucratie, de politie en de rechtshoven als corrupt en autoritair. De Russische autoriteiten aan de andere kant gebruiken zeer repressieve methoden tegen de NBP, maar hebben het echter nog niet als extremistische organisatie aangemerkt. De NBP ziet Poetin momenteel als Ruslands grootste vijand en, om alle anti-Poetinkrachten te kunnen verenigen, zoals de verguisde liberale partij Jabloko en voormalig premier Michail Kasjanov, is de partij zelfs bereid haar traditionele extremistische sociale en nationalistische standpunten opzij te zetten.
Vanaf het moment dat de partij het werd verboden om zich te registreren als een officiële partij, heeft de partij haar politieke activiteiten veranderd naar directe actiestunts, die vooral worden uitgevoerd tegen prominente politieke figuren om zo te protesteren tegen politieke en sociale kwesties en om populariteit te verwerven onder de Russische bevolking. Een van de bekendste acties was de bezetting van het Ministerie van Volksgezondheid in Moskou op 2 augustus 2004, om hiermee te protesteren tegen het afschaffen van sociale voordelen in Rusland.
Het officiële orgaan van de NBP is het tijdschrift Limonka (Лимонка). De naam, die letterlijk "kleine citroen" betekent, is een woordspeling op Limonov en is idiomatisch Russisch voor granaat. Nadat de autoriteiten het blad verboden vanwege het "bevorderen van extremisme en haat", moest de naam noodgedwongen worden veranderd. De belangrijkste redacteur van het blad is al sinds lange tijd Aleksej Tsetkov.
In november 2005 verbood het Russische hooggerechtshof de partij op de technische grond, dat het de wet op politieke partijen overtrad door zichzelf een "partij" te noemen, zonder als zodanig te zijn geregistreerd. De regering had toen al verschillende malen hardhandig opgetreden tegen de partij, waaronder een inval in het partijkantoor op 17 juni (waarna 3 leden uit protest hun polsen doorsneden) en zette als tegenpool de controversiële jeugdbeweging Nasji ("De Onzen") op, een door de regering gesteunde "anti-fascistische" beweging, die sindsdien verschillende aanvallen uitvoerde op de NBP. Het besluit tot het verbod moet nog worden goedgekeurd door het Hooggerechtshof van Justitie, maar de partij verkeert momenteel zwaar in de problemen, daar ook de CPRF hen nu heeft verboden om nog langer op haar bijeenkomsten te komen.